# 奇克切區
奇克切區（西班牙語：Distrito de Chicche），是秘魯的一個區，位於該國中部胡寧大區的萬卡約省，始建於1961年12月2日，面積43.43平方公里，海拔高度3,540米，2005年人口1,378，人口密度每平方公里32人。